# 库苗内
库苗内（羅馬化：Kumyony）是俄罗斯基洛夫州的市级镇、库苗内区行政中心，位于维亚特卡河流域内大库苗纳河（Большая Кумёна）畔，地处基洛夫州中南部，在州府基洛夫东南方。
该地2021年人口有4,501人；2010年人口4,827；2002年人口5,249；1989年人口5,588。